# Appalachia

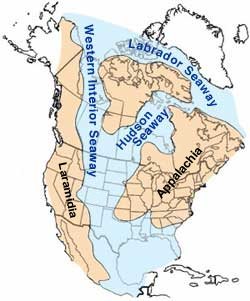
Appalachia w okresie powstawania

Appalachia – hipotetyczny kontynent istniejący w późnej kredzie, od około 90 do 70 mln lat temu. Obejmował tereny stanowiące obecnie wschód Ameryki Północnej. Od Laramidii – odpowiadającej dzisiejszemu zachodowi Ameryki Północnej – oddzielało ją epikontynentalne Morze Środkowego Zachodu. Zajmowała powierzchnię około pięciokrotnie mniejszą od współczesnego kontynentu północnoamerykańskiego.

## Dinozaury Appalachii
- Appalachiozaur
- Dryptozaur
- Hadrozaur
- Hipsybema
- Klaozaur
- Loforoton
- Ornitomim